# Baeocera hygrophila
Espèce
Baeocera hygrophila est une espèce de coléoptères de la famille des Staphylinidae et de la sous-famille des Scaphidiinae.

## Répartition et habitat
Cette espèce est décrite du Meghalaya, dans le nord-est de l'Inde.